# サバンナシマウマ
サバンナシマウマ（Equus quagga）は、哺乳綱ウマ目（奇蹄目）ウマ科ウマ属に分類されるシマウマの1種。最も一般的で地理的に広く分布しているシマウマ。

## 分布
アンゴラ、ボツワナ、コンゴ民主共和国、エスワティーニ、エチオピア、ケニア、マラウイ、モザンビーク、ナミビア、ルワンダ、南アフリカ、南スーダン、タンザニア、ウガンダ、ザンビア、ジンバブエ。
ソマリア、ブルンジ、レソトでは絶滅。

## 分類
サバンナシマウマには、6個の亜種が存在する。
- Equus quagga borensis Lönnberg, 1921　セルーシマウマ　Maneless zebra
- Equus quagga boehmi Matschie, 1892　グラントシマウマ　Grant's zebra
- Equus quagga crawshayi De Winton, 1896　クロウシェイズシマウマ　Crawshay's zebra
- Equus quagga chapmani Layard, 1865　チャップマンシマウマ　Chapman's zebra
- Equus quagga burchellii Gray, 1824　バーチェルサバンナシマウマ　Burchell's zebra
- Equus quagga quagga (絶滅) Boddaert, 1785　クアッガ　Quagga

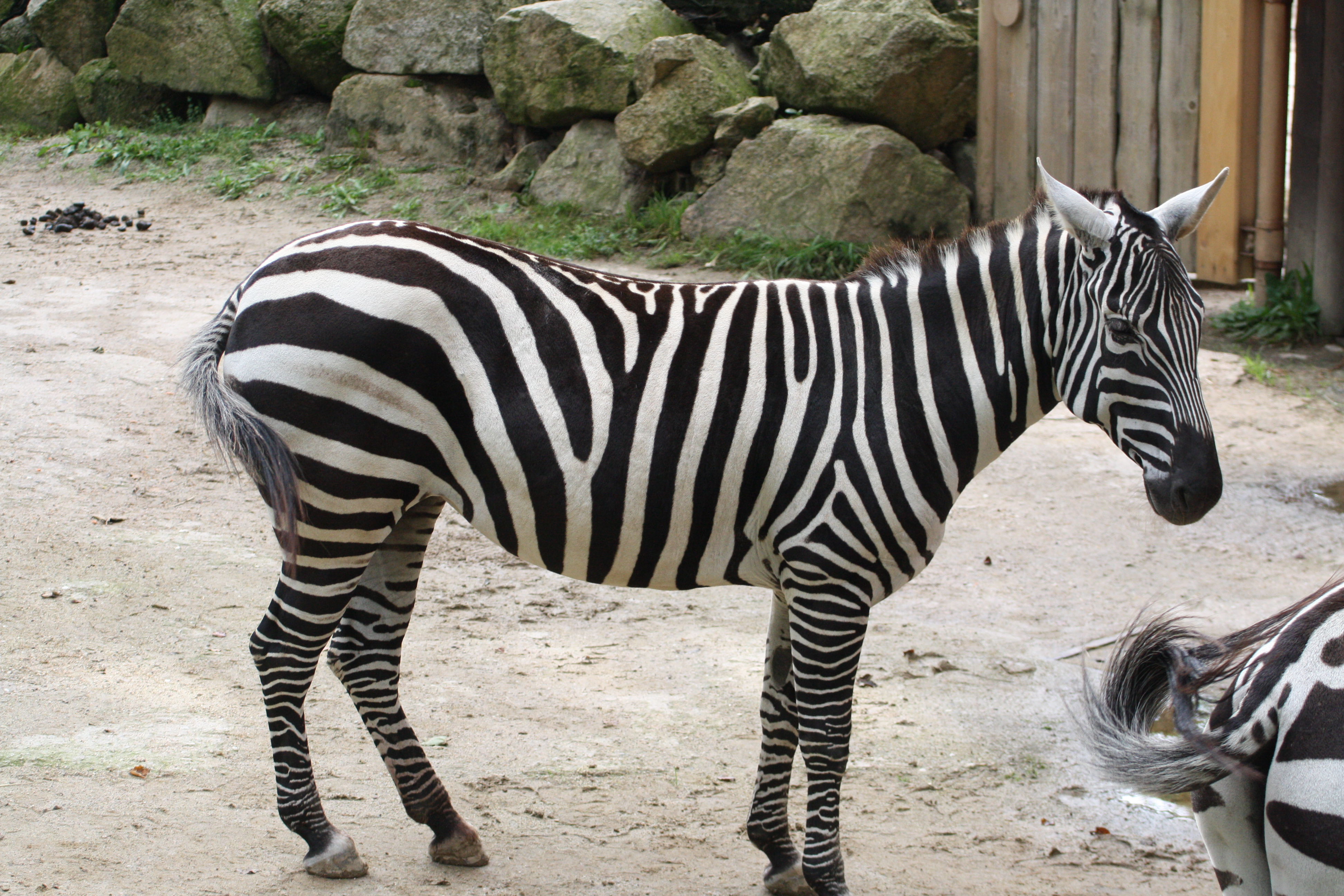
セールシマウマ E. q. borensis
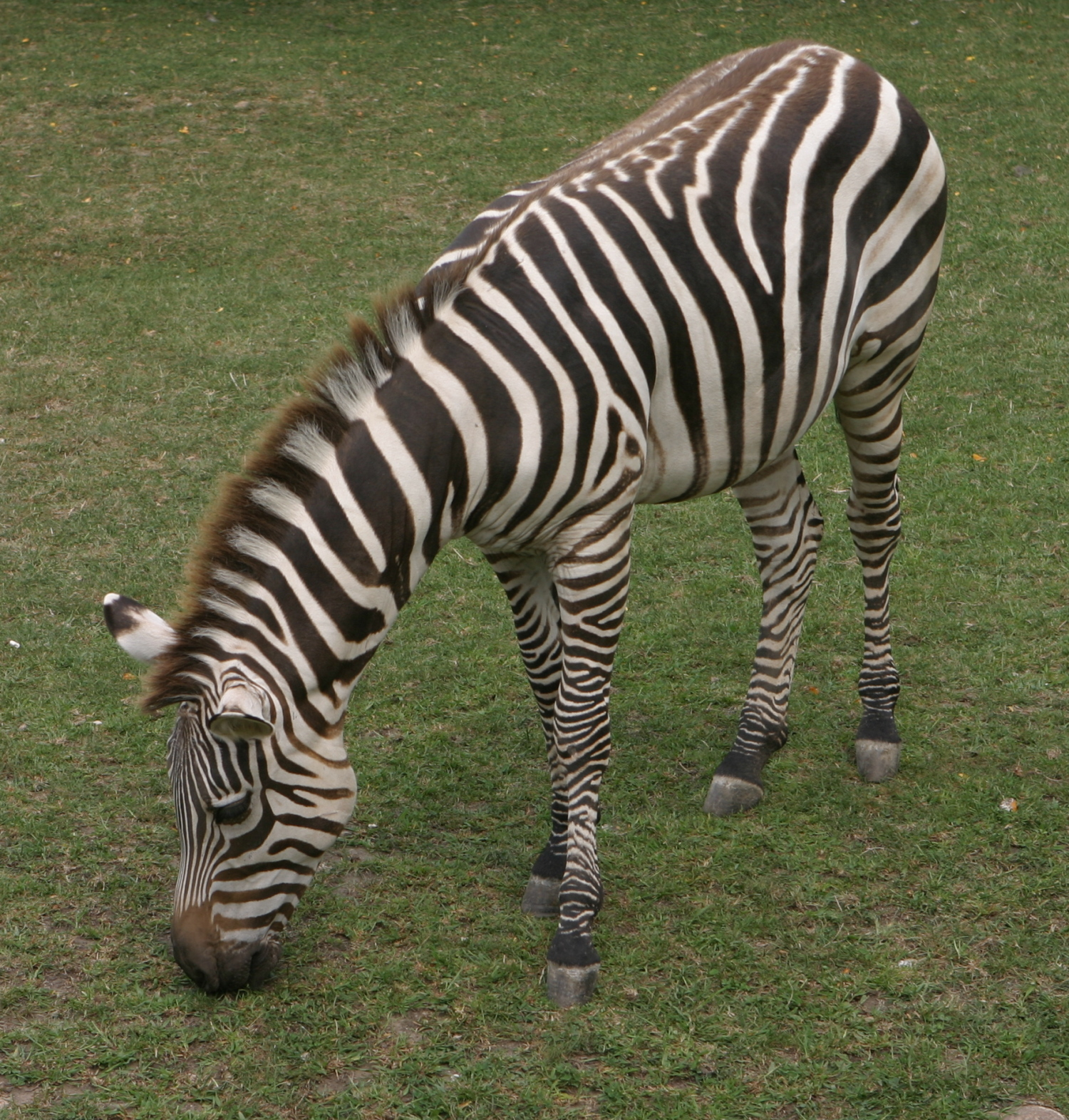
グラントシマウマ E. q. boehmi
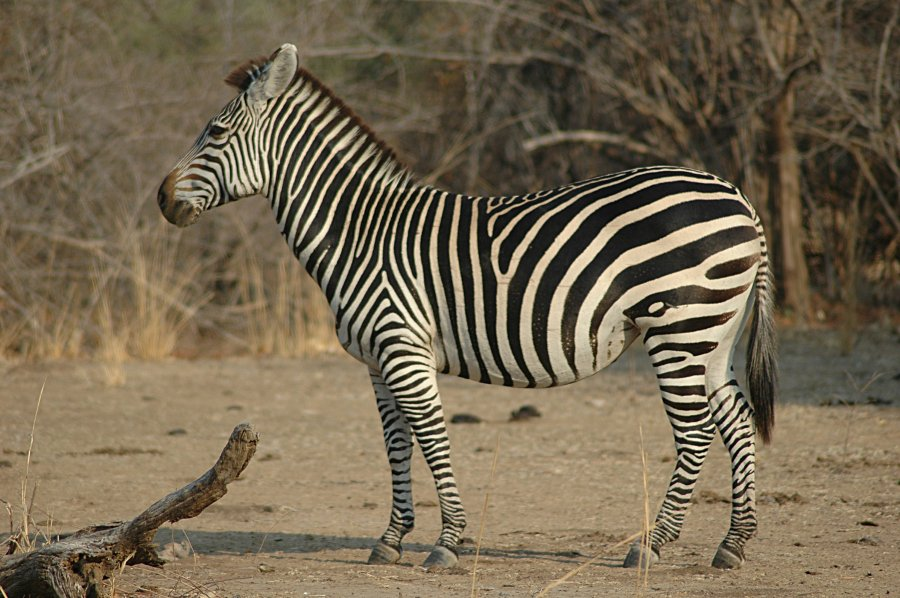
クロウシェイズシマウマ E. q. crawshayi
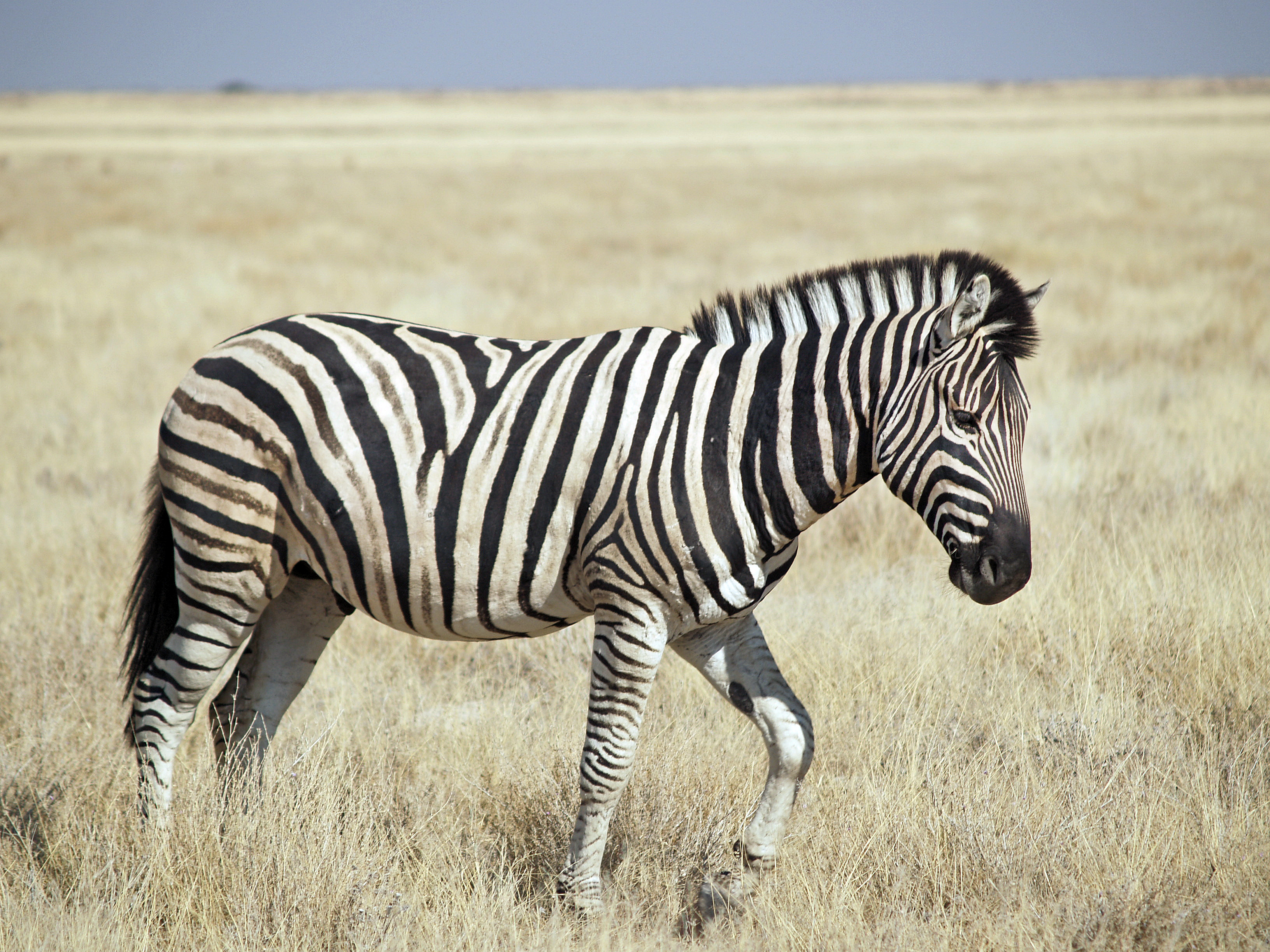
バーチェルサバンナシマウマ E. q. burchellii
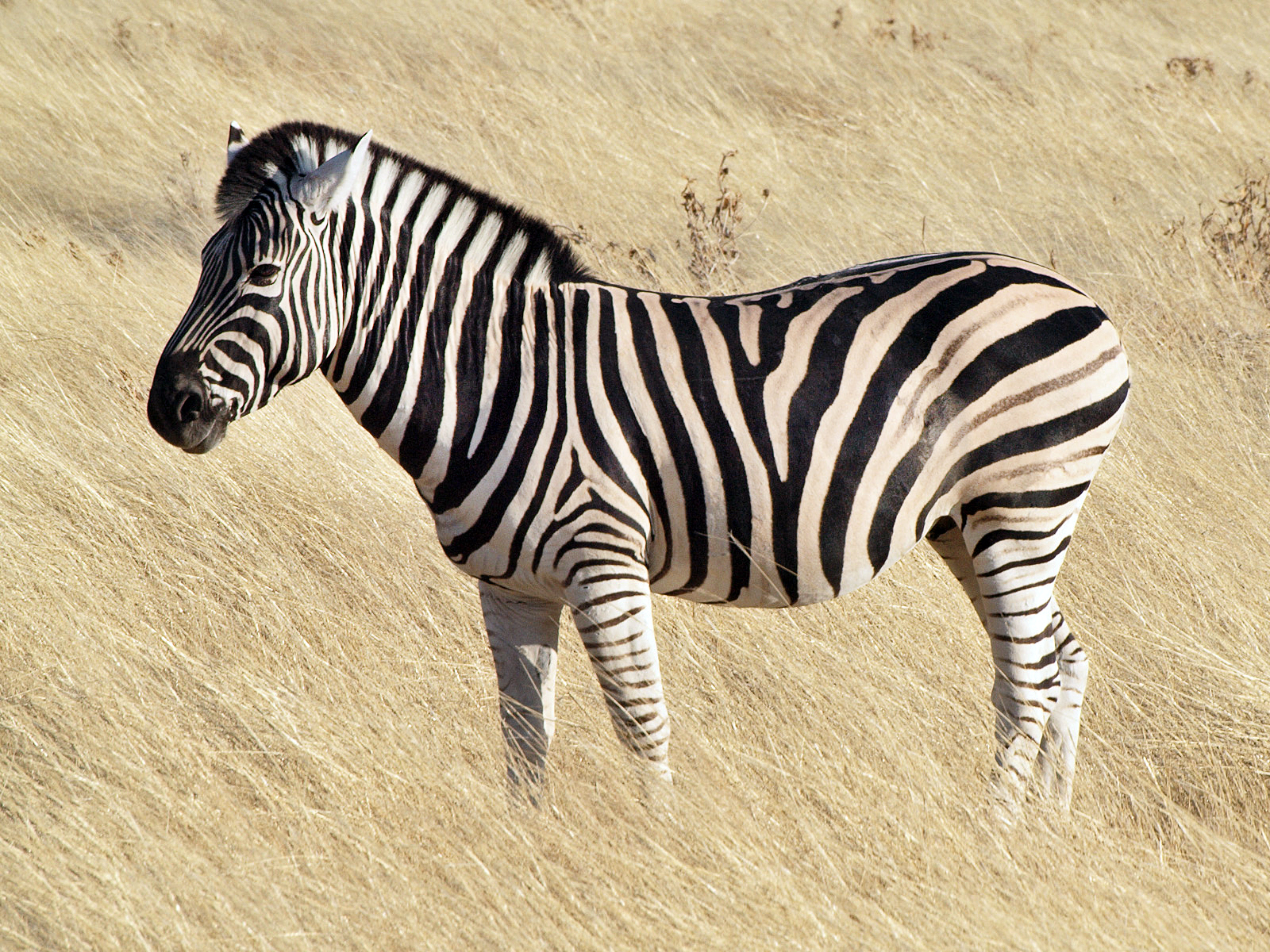
チャップマンシマウマ E. q. chapmani
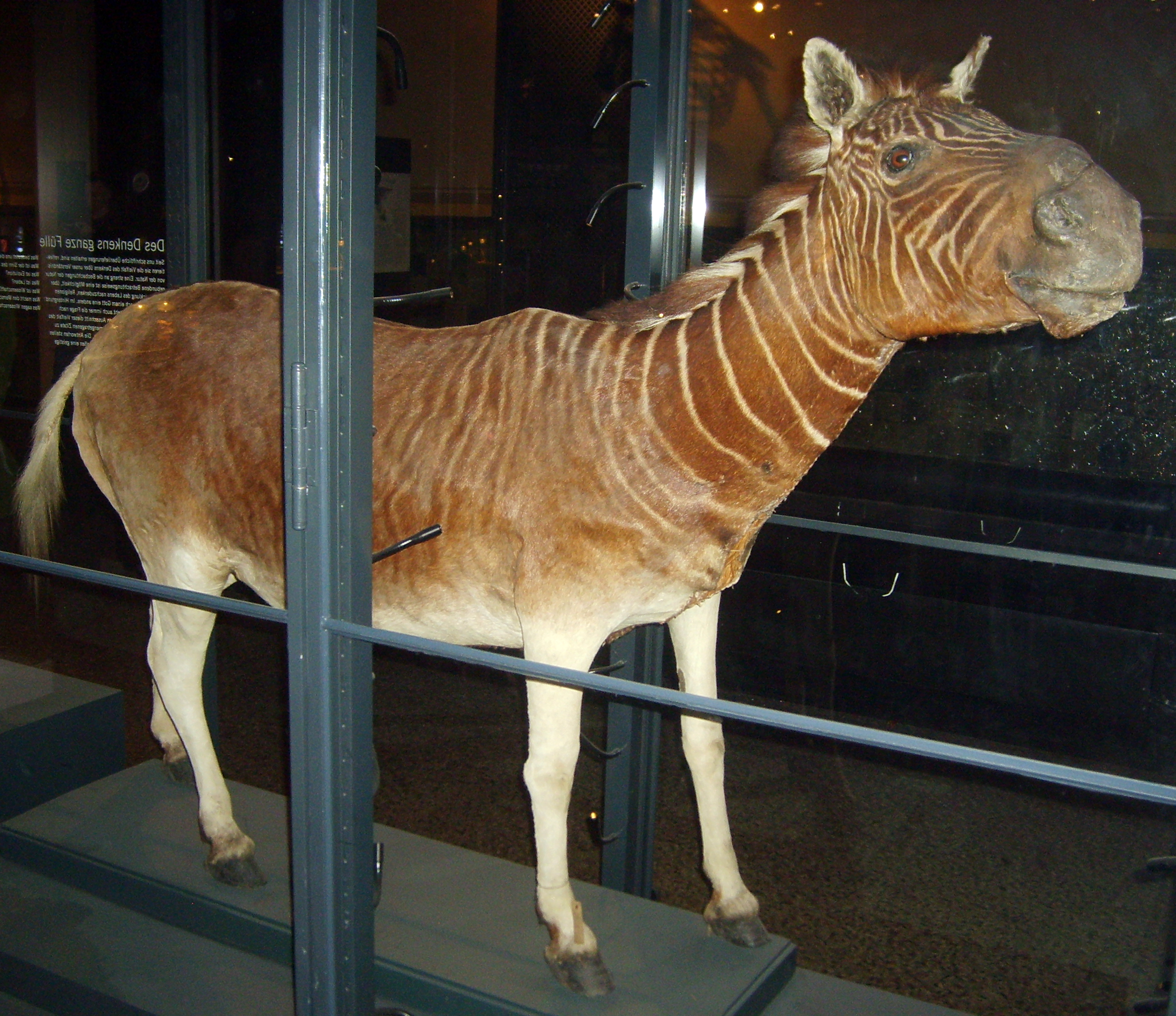
クアッガ E. q. quagga (絶滅)

## 形態

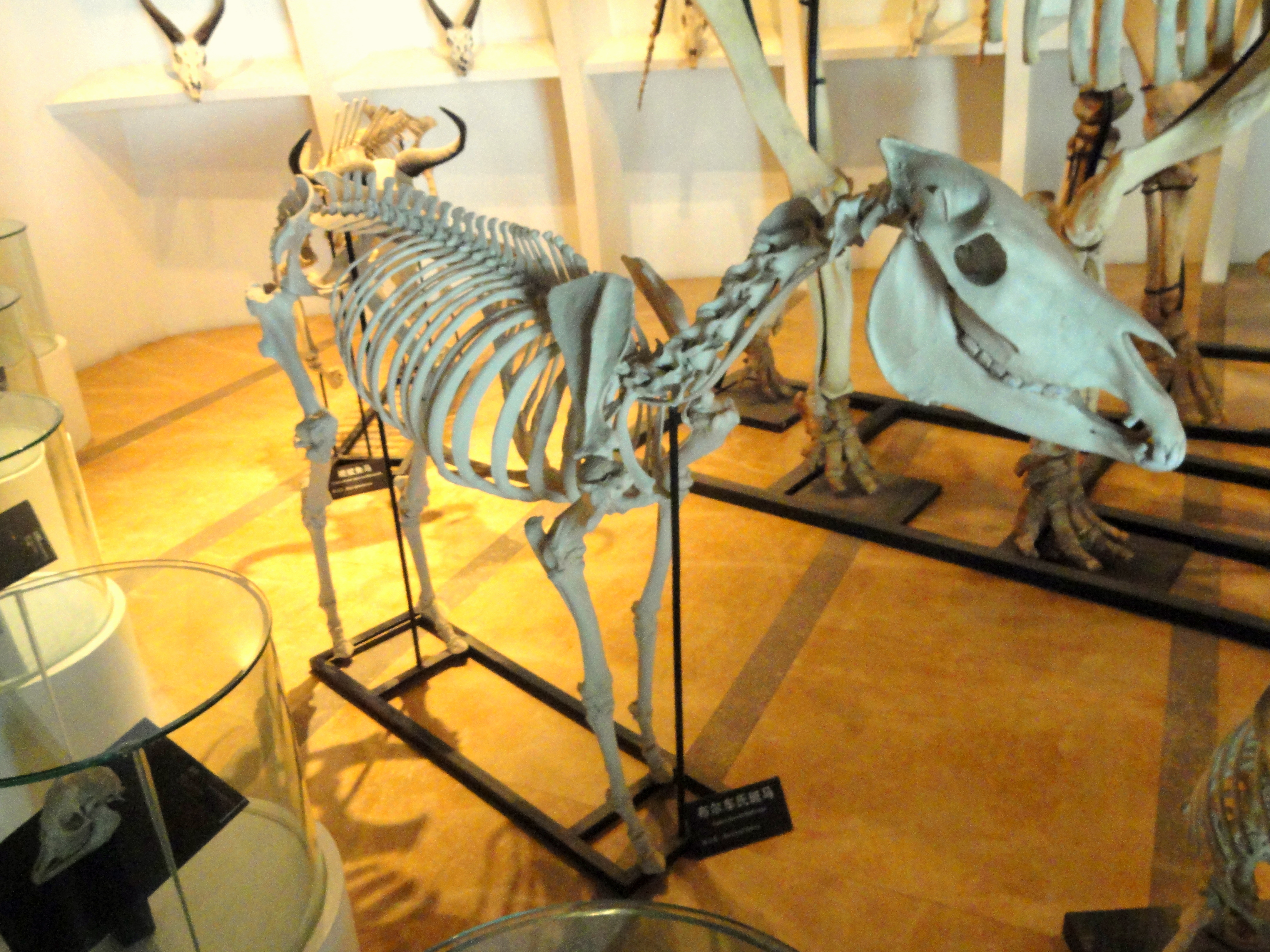
サバンナシマウマの骨格

体高127-140cm、体長217-246cm、尾長47-56.5cm。オスの体重は220-322kg、メスの体重は175-250kg。グレビーシマウマとヤマシマウマの中間的なサイズである。ずんぐりした体型で、脚は比較的短く、頭蓋骨は額が凸状であり、鼻の輪郭がやや凹んでいる。オスの首はメスよりも太い。耳は直立し、先端が丸い。耳はヤマシマウマよりも短く、グレビーシマウマよりも細い。ウマ科の他の種と同様、首に沿ってたてがみがあり、尾の端には毛房がある。体毛は9.4±4 mmで、他のアフリカの有蹄動物よりも短い。

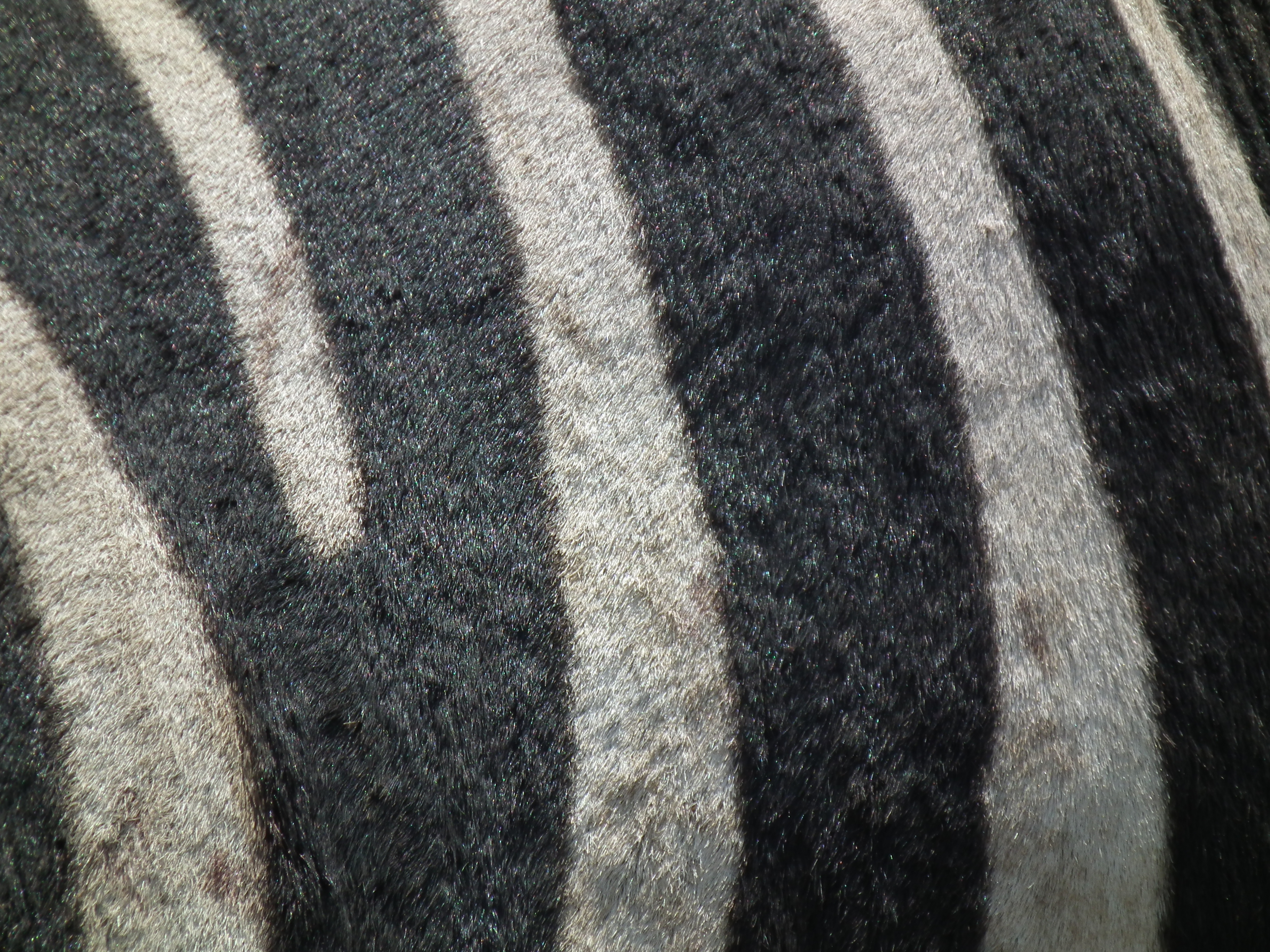
タンザニアのサバンナシマウマの縞模様のパタンのクローズアップ画像

黒と白の太い縞模様があり、その模様は個体ごとに異なり、1頭として同じものはない。他のシマウマの種に比べて縞が太い。縞は体の全部ではほぼ垂直、後部では水平に近づく。北部の個体群の縞は比較的狭く、明瞭である。南部の個体群は様々であるが、下半身や脚や後部の縞の量は少なくなる。南部の個体群では、黒と白の間に茶色の影のような縞模様があるものがいる。（これは北部の個体群にはほとんど存在しない。）仔馬の出生時の毛色は茶と白であり、年齢とともに茶色からより濃い色に変化する。
縞模様のパタンの異常もさまざま記録されており、黒色化個体は胴体に濃い縞模様が集中しているが、脚には集中していない。「斑点のある」個体は、黒い縞模様が途切れ途切れになる。暗い背景に白い斑点のある模様もある。縞模様の異常は近親交配と関連している。アルビノの個体はケニア山の森林で記録されており、縞の暗い部分が金色である。クアッガ は頭と首に茶色と白の縞模様があり、上部は茶色で、腹部、尾、脚は白色であった。

## 生態

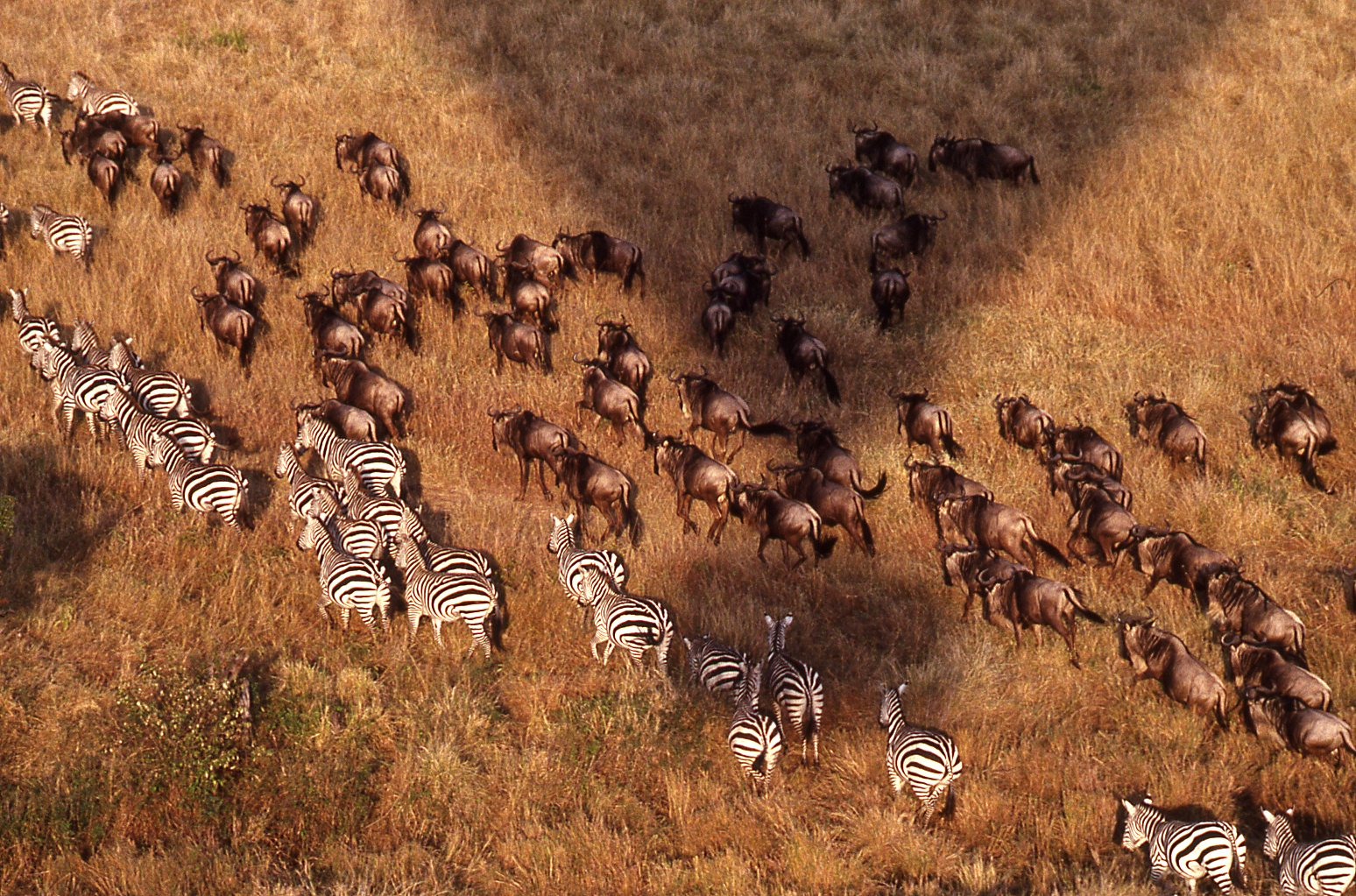
ヌーと群れを成すサバンナシマウマ

ヌーとともにサバンナに群れを作っている光景をよく見ることができる。天敵として ライオン、ブチハイエナ、リカオン、ナイルワニがいる。セレンゲティ国立公園ではライオンの獲物としてヌーに次ぐ割合を占める。